# ليزا هال
ليزا هال (بالإنجليزية: Lisa Hall)‏ هي لاعبة غولف أمريكية، ولدت في 24 سبتمبر 1967 في سكيغنيس في المملكة المتحدة.